# Rockwell B-1 Lancer
Rockwell B-1 Lancer je nadzvočni strateški bombnik ameriških letalskih sil, ki ga je načrtovalo in izdelalo podjetje Rockwell (zdaj del Boeinga). Poganjajo ga štirje turboventilatorski motorji in ima gibljivo krilo.
Sprva je bil načrtovan kot Mach 2 bombnik, ki bi zamenjal strateški bombnik Boeing B-52 Stratofortress. B-1 ni dosegel take hitrosti in tudi ni zamenjal B-52, oba bombnika sta še vedno v uporabi. Potem so se osredotočili na B-1B kot bombnik za penetracijo na nizki višini, z dolgim dosegom in Mach 1,25 hitrostjo na višini.
Rockwell International je moral večkrat spreminjati dizajn, od strateškega bombnika do penetratorja. Prva različica B-1A je bila preklicana po samo štirih prototipih. Potem se je pojavila tehnologija stealth - manjša radarska opaznost. B-1 sicer ni radarsko nevidno letalo, je pa eno izmed prvih, ki je začelo uporabljati to tehnologijo. Načrtovano je bilo, da bo B-1 stopil v uporabo pred projektom »Advanced Technology Bomber«, iz katerega je nastal B-2 Spirit. B-1B je vstopil v uporabo leta 1986 kot jedrski bombnik.
Posadke uporabljajo vzdevek »Bone« (iz B-1 - »B-One«), in je trenunto edini ameriški nadzvočni bombnik in tudi edino letalo z gibljivimi krili.  B-1B so uporabljali v vseh ameriških vojaških konfliktih od 1990ih naprej.
Njegov ruski konkurent je precej podobni Tupoljev Tu-160 »Blackjack«. Tu-160 je precej večji, lahko leti hitreje in ima manjšo radarsko opaznost, v bistvu je precej nadgrajena kopija.
B-1B naj bi bil v uporabi do leta 2030, ko ga bo zamenjal bombnik nove generacije.

## Tehnične specifikacije
B-1B Lancer
- Posadka: 4 (komandir, kopilot, operater orožj in operater obrambnih sistemov)
- Dolžina: 146 ft (44,5 m)
- Razpon kril: razprt: 137 ft (41.8 m), zložena krila: 79 ft (24 m)
- Višina: 34 ft (10,4 m)
- Površina kril: 1 950 ft² (181,2 m²)
- Profil krila: NACA69-190-2
- Prazna teža: 192 000 lb (87 100 kg)
- Naložena teža: 326 000 lb (148 000 kg)
- Maks. vzletna teža: 477 000 lb (216 400 kg)
- Motorji: 4 × General Electric F101-GE-102 augmented turbofans
- Potisk motorjev: brez dodatnega zgorevanja 14 600 lbf (64,9 kN) vsak; z dodatnim zgorevanjem:30 780 lbf (136,92 kN) vsak

- Maks. hitrost: na višini: Mach 1,25 (721 knots, 830 mph, 1 340 km/h na  50 000 ft/15 000 m višini); na nizki višini: Mach 0,92 (700 mph (1 100 km/h) na 200–500 ft (61–152 m) višini
- Dolet: 6 478 nmi (7 456 mi (11 999 km))
- Bojni radij: 2 993 nmi (3 445 mi (5 544 km))
- Servisna višina 60 000 ft (18 000 m)
- Obremenitev kril: 167 lb/ft² (816 kg/m²)
- Razmerje potisk/masa: 0,38

- Nosilci za orožje: 6 zunanjih za 50 000 funtov (23 000 kg) orožja, in trije notranji prostori za 75,000 funtov (34,000 kg) orožja
- Bombe:
  - 84× Mk-82 Air inflatable retarder (AIR) (GP) bombe
  - 81× Mk-82 (LDGP)
  - 84× Mk-62 Quickstrike morske mine
  - 24× Mk-84 GP bombe
  - 24× Mk-65 morske mine
  - 30× CBU-87/89/CBU-97 kasetne bombe (CBU)
  - 30× CBU-103/104/105 Wind Corrected Munitions Dispenser (WCMD) CBUs
  - 24× GBU-31 JDAM GPS vodljive bombe (Mk-84 GP ali BLU-109)
  - 15× GBU-38 JDAM GPS vodljive bombe(Mk-82 GP)
  - 48x GBU-38 JDAM
  - 48x GBU-54 LaserJDAM
  - 12× AGM-154 Joint Standoff Weapon (JSOW)
  - 96× or 144× GBU-39 Small Diameter Bomb GPS guided bombs[N 5] (not fielded on B-1 yet)
  - 24× AGM-158 Joint Air to Surface Standoff Missile (JASSM)
  - 24× B61 or B83 jedrske bombe
- Avionika
  - 1× AN/APQ-164 radar
  - 1× AN/ALQ-161 opozorilec za radar in elektronski ptoriukrepi
  - 1× AN/ASQ-184 obrambni sistem
  - 1× Lockheed Martin Sniper XR